# Rakuten Japan Open Tennis Championships 2010
Rakuten Japan Open Tennis Championships 2010 — тенісний турнір, що проходив на кортах з твердим покриттям у місті Tokyo, Японія з 4 жовтня . Належав до категорії ATP World Tour 500, був турніром серії Japan Open (теніс) 2010 року.

## Фінальна частина

### Одиночний розряд
Рафаель Надаль —  Гаель Монфіс 6–1, 7–5

### Парний розряд
Ерік Буторак /  Жан-Жульєн Роєр —  Андреас Сеппі /  Дмитро Турсунов 6–3, 6–2